# جون إليس (عالم طبيعة)
جون إليس (بالإنجليزية: John Ellis)‏ ـ (حوالي 1710 ـ 15 أكتوبر 1776) هو تاجر كتان وعالم تاريخ طبيعي بريطاني. حصل على وسام كوبلي سنة 1767.
تخصص إليس في دراسة المرجان، وانتُخب لعضوية الجمعية الملكية سنة 1754، وفي العام التالي نشر كتابه «مقالة في التاريخ الطبيعي للمرجانيات» (بالإنجليزية: An essay towards the Natural History of the Corallines)‏. وفي سنة 1767 حصل على وسام كوبلي.
شارك دانيال سولاندر في تأليف كتاب «تاريخ طبيعي للعديد من الحيوانات النباتية غير الشائعة والغريبة» (بالإنجليزية: A Natural History of Many Uncommon and Curious Zoophytes)‏، الذي نشر سنة 1776، بعد وفاة إليس.
في سنة 1764، عُين إليس وكيلًا ملكيًا لغرب فلوريدا، وفي سنة 1770 عُين وكيلًا ملكيًا في دومينيكا، فنقل إلى إنجلترا العديد من البذور والنباتات من القارة الأمريكية، وكانت له مراسلات مع العديد من علماء النبات من أشهرهم كارل لينيوس.